# Nowina (Proboszczowice)
Nowina – część wsi Proboszczowice w Polsce, położona w województwie śląskim, w powiecie gliwickim, w gminie Toszek.
W latach 1975–1998 Nowina położona była w województwie katowickim.
Nowina jest opuszczona, wg zdjęć satelitarnych miejsce po jednym dużym gospodarstwie.